# Caseta de les Aigües
La Caseta de les Aigües és un petit edifici que hi ha al costat dret del riu Ripoll, al rodal de Sabadell, sota el Taulí i la Torre de l'Aigua. Construcció modernista projectada per l'arquitecte Josep Renom, va subministrar aigua a la ciutat del 1913 al 1967.

## Descripció

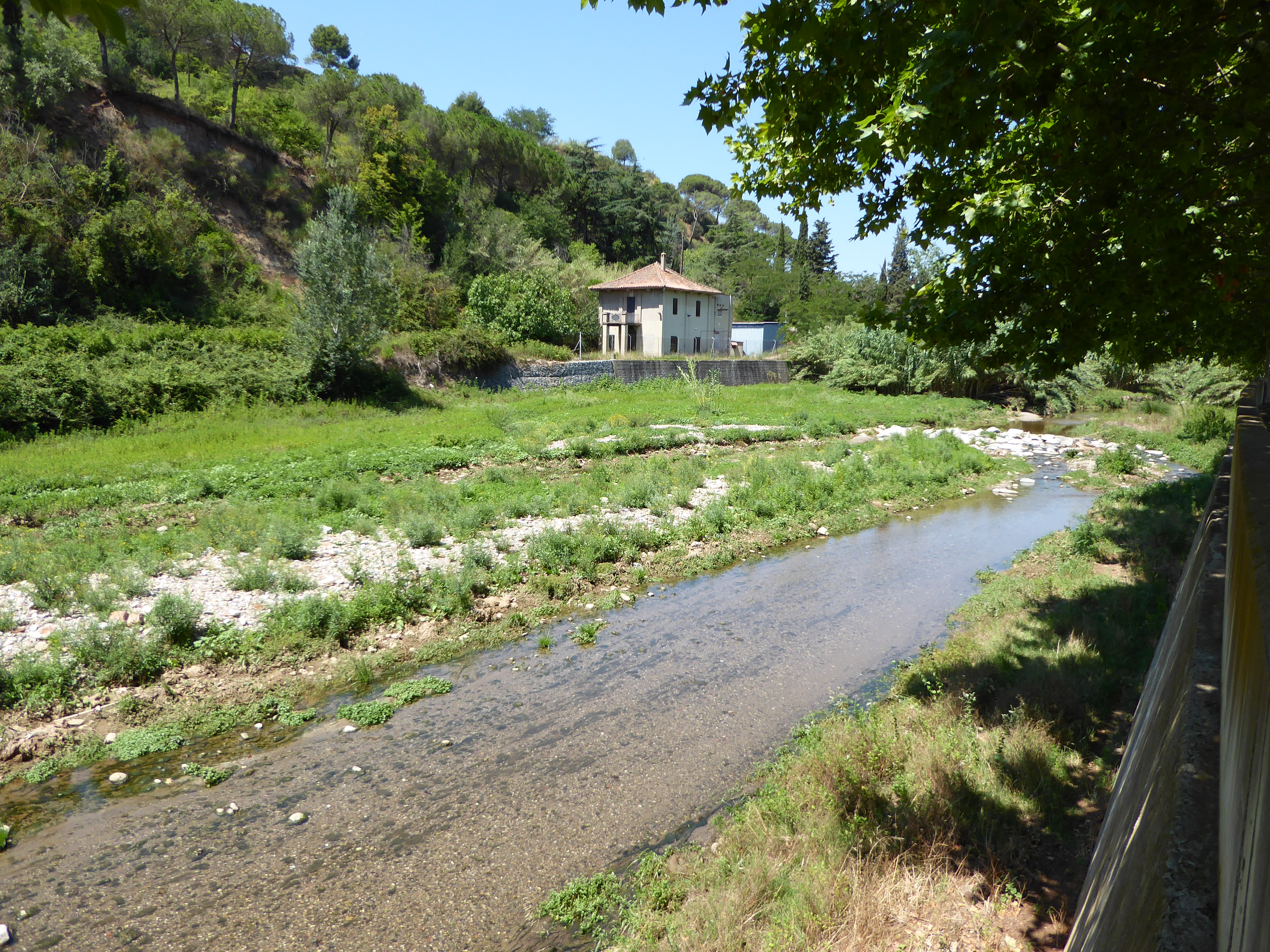
Caseta de les Aigües al riu Ripoll. Sabadell

La Caseta de les Aigües allotja un sistema de bombament per captar les aigües subterrànies del Ripoll. El mecanisme consisteix en unes mines d'absorció –situades sota les graves del riu–, un pou per recollir l'aigua, una bomba i un motor per elevar-la fins al pla de la ciutat. Quan el sistema va entrar en funcionament l'any 1913, l'aigua es conduïa fins al Templet de les Aigües –situat entre els carrers de Vilarrúbies, el Taulí i Sant Miquel, avui desaparegut–, on hi havia els clarificadors. Més endavant, en construir-se la Torre de l'Aigua, l'aigua recollida s'emmagatzemava en aquest dipòsit elevat per després distribuir-la per la ciutat.
Es tracta d'un edifici de planta quadrada i coberta a quatre aigües. Al centre de la sala de la planta baixa hi ha el pou circular amb el sistema de bombament; el pis servia d'habitatge on vivia el vigilant.
A partir de l'any 1952 les instal·lacions van entrar en un desús progressiu a causa de l'arribada d'aigües del Llobregat. Finalment, l'any 1967, ja força deteriorades, van quedar inutilitzades. Tanmateix, avui torna a funcionar i serveix per pujar aigua, ara per regar el parc del Taulí, aprofitant part de les antigues instal·lacions.